# Guarianthe
Guarianthe é um género botânico pertencente à família das orquídeas (Orchidaceae) com habitat nas florestas tropicais da América Central e norte da América do Sul. Foi separada das Cattleya com base nos estudos filogenéticos do código do DNA.

## Espécies
- Guarianthe aurantiaca (Bateman) Dressler & W.E. Higgins (2003)
- Guarianthe bowringiana (Veitch) Dressler & W.E. Higgins (2003)
- Guarianthe patinii (Cogn.) Dressler & W.E. Higgins (2003)
- Guarianthe skinneri (Bateman) Dressler & W.E. Higgins (2003)

## Híbrido natural
- Guarianthe × guatemalensis (T. Moore) W.E. Higgins< (2004)